# Società Sportiva Gubbio 1939-1940
Questa voce raccoglie le informazioni riguardanti la Società Sportiva Gubbio nelle competizioni ufficiali della stagione 1939-1940.

## Rosa
| N. |                   | Ruolo | Calciatore            |
| -- | ----------------- | ----- | --------------------- |
|    | Italia (bandiera) | D     | Francesco Angeletti   |
|    | Italia (bandiera) | D     | Mario Baldelli        |
|    | Italia (bandiera) | C     | Giuseppe Bei Clementi |
|    | Italia (bandiera) | A     | Gaspare Cardinali     |
|    | Italia (bandiera) | D     | Torello Ciappelloni   |
|    | Italia (bandiera) | A     | Giuseppe Comotti      |
|    | Italia (bandiera) | D     | Renzo Del Guerra      |
|    | Italia (bandiera) | D     | Giuseppe Gambini      |

| N. |                   | Ruolo | Calciatore          |
| -- | ----------------- | ----- | ------------------- |
|    | Italia (bandiera) | P     | Emilio Grelli       |
|    | Italia (bandiera) | C     | Francesco Guerrieri |
|    | Italia (bandiera) | A     | Franco Linei        |
|    | Italia (bandiera) | D     | Angelo Mattei       |
|    | Italia (bandiera) | D     | Ubaldo Nafissi      |
|    | Italia (bandiera) | A     | Antonio Pallotta    |
|    | Italia (bandiera) | A     | Nino Rota           |
|    | Italia (bandiera) | P     | Enrico Zucchi       |